# Transezofagealna ehokardiografija
Transezofagealna ehokardiografija TEE minimalno je invazivna dijagnostička metoda u kardiologiji kojom se postavljanjem ehokardiografske sonde u jednjak omogućuje preciznija vizualizacija srčanih struktura i detalja. Ona je vrsta ehokardiografije srca koja za plasiranje ultrazvučne sonde u grudnu šupljinu kroz jednjak (ezofagus), koristi endoskop. 
Iz anatomije grudnog koša poznato je da samo zid jednjaka deli transezofagealnu sondu od srca i velikih krvnih sudova na njegovoj bazi, tako da se srce i krvni sudovi bolje prikazuju na monitoru ehokardiografa nego kod transtorakalne ehokardiografije (TTE) koja se vrši preko površine grudnog koša. Bolji prikaz srčanih struktura i krvnih sudova omogućava detaljniju analizu uočenih promena na srcu i krvnim sudovima što smanjuje mogućnost pogrešne interpretacije rezultata pregleda.

## Indikacije
TEE se prvenstveno koristi za prikazivanje onih srčanih struktura koje se kod transtorakalne ehokardiografije prikazuju nepotpuno kao što su aurikula leve pretkomore, plućne vene, pregrada između pretkomora ili grudna aorta. Takođe kada ehokardiografski pregled ne pruža pozdane podatke (gojazni, bolesnici sa opstruktivnom bolešću pluća, bolesnici na veštačkoj ventilaciji), može se primeniti TEE. Ova metoda se najčešće koristi kod bolesnika sa srčanom insuficijencijom koja je udružena sa valvularnim i urođenim srčanim manama i kod onih sa sumnjom na endokarditis i trombozu leve pretkomore (pretkomorska fibrilacija).
Važne indikacije
- pregled u toku operativnih zahvata u kardijalnoj hirurgiji,
- pregled tokom zatvaranja defekta pregrade srčanih pretkomora i komora,
- pregled tokom elektrofizioloških procedura,
- pregled kod transkutanih intervencija na zaliscima.

Glavne indikacije
- otkrivanje uzroka embolizma (krvnog ugruška) u srcu,
- infektivni endokarditis (naslage mikroorganizama na zaliscima, vodiču srčanog ritma i dr.),
- disekcija aorte (raslojavanje zida aorte) i aneurizma aorte (vrećast izgled aorte),
- mitralna regurgitacija (vraćanje krvi iz srčane komore u pretkomoru) i
- evaluacija veštačkih zalistaka.

Perioperativna i intraoperativna ehokardiografija
Perioperativna ehokardiografija je postala novi standard u kreiranju strategije u procesu zbrinjavanja kardiohirurških pacijenata.
Intraoperativna ehokardiografija (IOE) je jedna od metoda TEE, koja se široko koristi u kardiohirurgiji jer obezbjeđuje informacije koje značajno utiču na klinički management i time poboljšavaju klinički ishod lečenje srčanih bolesti.
U kardiohirurgiji urođenih i stečenih srčanih mana, bolesti srčanih zalistaka i bolesti aorte ove metode su praktično postala nezamjenjiva u kreiranju operativne strategije. Zahvaljujući činjenici što se uz pomoć TEE pojedine vitalne strukture direktno vizualiziraju čak i bolje nego in vivo, konsultativnim radnjama ehokardiografer i kardiohirurg mogu precizno modelirati strategiju tretmana i razriješiti dileme koje preostaju nakon transtorakalnog pregleda i/ili direktne vizualizacije.
U adultnoj kardiohirurgiji, prema nekoliko recentnih studija (Click i sar., 2000, Michel-Cherqui i sar., 2000, Couture i sar., 2000):
- incidenca novih informacija dobijenih ovim metodama je 12,8%–38,6%, dok je
- značajan uticaj na tretman prisutan u 9,7%–14,6% kardiohirurških procedura.

## Mogući rizici
Mada su, prema podacima iz literature, rizici tokom transezofagealne ehokardiografije izuzetno mali ipak oni su ipak mogući. U moguće komplikacije spadaju:
- grč grkljana,
- poremećaji disanja,
- usporen ili ubrzan srčani ritam,
- prevremeni udarci srca (aritmije),
- akutni zastoj srca,
- perforacija jednjaka,
- krvarenje iz jednjaka,
- naprasna smrt.

## Priprema bolesnika za pregled
Priprema bolesnika za pregled je veoma jednostavna. Dan uoči pregleda posle večere bolesnik ne treba ništa jesti i piti, jer se pregled obavlja na gladno. Naime transezofagealna sonda može aktivirati refleks povraćanja, tako da tokom pregleda hrana i tečnost mogu zapasti u dušnik, i ugroziti život usled gušenja.
Ukoliko je ispitanik sklon alergijama ili posedujete već poznatu alergiju, kao i ako koristi lekove sa tim činjenicama neophodno je da upozna lekara koji će izvoditi pregled. Ovo se posebno odnosi na šećerne bolesnike kako se ne bi ispoljila hipoglikemija ili bolesnici na antikoagulantnoj terapiji (lekovima za razrjeđivanje krvi).
Pre obavljanja intervencije neophodan je pismeni pristanak bolesnika za obavljanje pregleda, a lekar je pre toga obavezan da ispitanika upozna se celokupnim tok pregleda.
Ukoliko pacijent ima zubnu protezu ili neki drugi vid proteze koji nije fiksan neophodno je da neposredno pred preegled istu izvadi.

## Način izvođenja pregleda
Neposredno pred pregled ispitaniku se lokalnim anestetikom, u vidu spreja, premazuje zadnji zid usne šupljine (gorka tečnost koja olakšava prolazak transezofagealne sonde kroz ždrelo). Nakon što se usnama obuhvati štitnik za sondu, pregled se obavlja u levom bočnom položaju tela.
Lekar ubacuje transezofagealnu sondu kroz usnu šupljinu, grkljan u šupljinu jednjaka i želuca. U trenutku ubacivanja transezofagealne sonde, od bolesnika se zahteva da učini akt gutanja kako bi sonda što lakše prošla u šupljinu jednjaka. Tokom pregleda ispitanik diše normalno na nos kako bi se tokom pregleda osećao prijatnije. Pregled lekar obavlja u najkraćem mogućem vremenskom roku, što zavisi od indikacija za pregled i dobre saradnje ispitanika.

### Pozicije
Kako TEE može da vizualizuje srce bilo gde duž jednjaka od ždrečla do želuca, iz praktičnih razloga  postoje opšteprihvaćene pozicije duž ove putanje koje se koriste kada se izvodi standardni TEE.
Srednjeezofagealna pozicija
Srednjeezovagealna pozicija je pozadi od leve pretkomora i pod uglom od 0°, što ovo obezbeđuje pogled sa četiri komore duž duge ose.
Na 0°, pogled sa četiri komore duž duge ose može se dobiti uz blago retrofleksiju sonde. Međutim, možda će biti potrebna mala rotacija i umetanje za bolju vizualizaciju desnog srca i trikuspidnog zaliska.
Na 45° može se dobiti pogled na aortnu valvulu duž kratke ose. Pod ovim uglom, pogled na desnu komoru sa kratke ose može se videti da bi se vizuelizovala desna pretkomora, trikuspidalni zalistak, desna komora i plućni zalistak u jednom pogledu.
Na 90°, sonda se može rotirati u smeru kazaljke na satu da bi se dobio "bikavalni pogled" u kome se mogu videti desna pretkomora i donja i gornja šuplja vena.
Na 135° može se dobiti pogled na aortnu valvulu duž ose.
Dodatak leve pretkomore, sa pravilnim pozicioniranjem sonde, može se vizuelizovati pod svim uglovima, mada se često vizuelizuje pod uglom od 0*, 45°, 90° i 135° da bi se adekvatno isključio tromb.
- 0° four chamber
- 45° aortic valve short-axis
- 90° two chamber
- 135° aortic valve long-axis

Transgastrična pozicija
Guranjem TEE sonde pored gastroezofagealnog spoja u želudac i savijanjem sonde (usmeravajući je prema gornjem delu) dobija se pogled na srce sa kratke ose.
Na 0°, kratka ose leve komore se može dobiti da bi se videlo kretanje zida u bazalnom, srednjem i distalnom delu.
Ako se sonda okrene u smeru kazaljke na satu, onda se može vizuelizovati desno srce i trikuspidni zalistak.
Transgastrična pozicija je najbolja za kvantifikaciju aortnog zaliska pomoću pulsnog i kontinuiranog doplera, jer je daje najbolji pogled koji je najviše koaksijalan sa zaliskom.
Pozicija u gornjem jednjaku
Povlačenjem TEE sonde naviše u jednjak otkriva se luk aorte. Tipično, u midezofagealnom pogledu sonda se rotira dok se ne vizualizuje silazna aorta. Povlačenjem sonde unazad omogućava se vizualizacija aorte i svih ateromatoznih plakova unutar aorte. Vizuelizacija kratke ose na 0° omogućava merenje veličine opadajuće aorte. Dalje povlačenje unazad će na kraju doći do luka aorte i rotacija u smeru kazaljke na satu će dovesti luk u vidno polje. Kontinuirana vizualizacija aorte do nivoa luka može vizualizovati koarktaciju aorte.

## Nedostaci
TEE je mnogo složeniji od eksterne ehokardiografije i ima sledeće nedostatke:
- ispitanik mora biti na dijeti (ne sme ništa jesti osam sati niti piti ništa dva sata pre procedure).

- za izvođenje TEE potreban je dodatni asistent.

- gutanje uređaja može biti neprijatno za pacijenta, zbog čega se pregled obično obavlja pod laganom sedacijom (lokalnom ili intravenskom anestezijom).

## Mogući rizici tokom TEE
Ako se TEE izvodi u kratkotrajnoj intravenskoj anesteziji mogući rizici su:
- otežanog disanja
- grč grkljana
- oštećenja jednjaka (perforacije)
- krvarenja iz jednjaka
- povreda želuca sondom za TEE
- oštećenja usta, zuba, grla
- alergija
- komplikacija vezanih za samu anesteziju

- nepravilni srčani ritam- aritmije
- zastoja u radu srca
- smrtni ishod (izuzetno retko).

## Galerija
- Video prikaz transezofagealnog ehokardiograma

## Napomene
1. ↑  Endoskop je dug, tanak, savitljiv instrument sa hladnim svetlom i optikom na njegovom vrhu povezan sa monitorom za vizualizaciju nalaza.

## Vidi oš
- Ехокардиографија
- Trodimenzionalna ehokardiografija

## Spoljašnje veze
- Ehokardiografija Архивирано на веб-сајту  (18. мај 2015)

|  | Molimo Vas, obratite pažnju na važno upozorenje u vezi sa temama iz oblasti medicine (zdravlja). |